# 台北論壇基金會

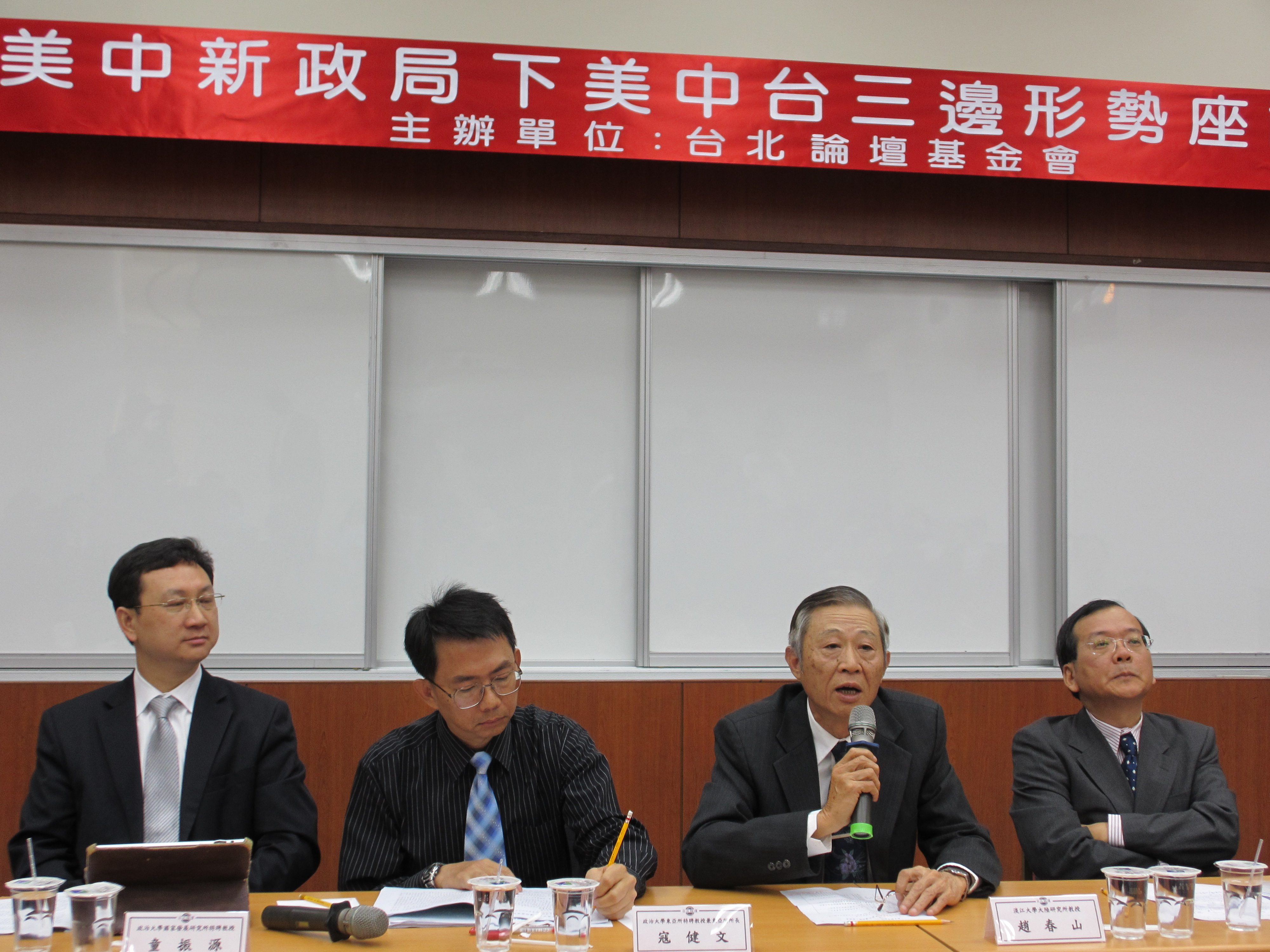
台北論壇基金會在2012年舉辦的「美中新政局下美中台三邊形勢」座談會

台北論壇基金會，台灣智庫，被視為親中國國民黨色彩的智庫。於1993年由中國國民黨立委程建人申請設立。2011年，由兩岸學者蘇起接任董事長兼執行長。

## 外部連結
- 台北論壇官網 （页面存档备份，存于）